# Samma Samadhi
Samma samādhi (Pali Sammasamadhi) wird meistens mit „rechte Einigung“, „rechte Sammlung“ oder „rechte Konzentration“ ins Deutsche übersetzt. Es ist das Gegenteil von Zerstreutheit oder Unruhe und wird im Buddhismus zusammen mit den zwei anderen Bereichen des achtfachen Pfads Weisheit (Pali paññā, Sanskrit prajñā) und Tugend (Pali sīla) praktiziert, da sie sich gegenseitig stützen. Zur rechten Sammlung gehören rechte Achtsamkeit und Wissensklarheit (Pali Sati sampajañña, Sanskrit smṛti saṃprajanya), gezügelte Sinne, Zufriedenheit (Pali santuṭṭhi), die Befreiung von den fünf Hemmnissen (Pali Nīvaraṇa) und die ersten vier Versenkungszustände (Pali Jhāna).

Die Einigung des Geistes kann zum Beispiel durch Ruhemeditation (Pali Samatha, Sanskrit śamatha) und durch die gerichtete Konzentration auf ein Meditationsobjekt, wie den Atem (Pali ānāpānasati, deutsch ‚Achtsamkeit der Atmung‘, Sanskrit ānāpānasmṛti), erreicht werden.

„15. "Nachdem er diese fünf Hindernisse überwunden hat, die Unvollkommenheiten des Herzens, die die Weisheit schwächen, tritt er ganz abgeschieden von Sinnesvergnügen, abgeschieden von unheilsamen Geisteszuständen, in die erste Vertiefung ein, [...]

16. "Wiederum, ihr Bhikkhus, tritt ein Bhikkhu mit der Stillung der anfänglichen und anhaltenden Hinwendung des Geistes (zum Meditationsobjekt) in die zweite Vertiefung ein, die innere Beruhigung und Einheit des Herzens ohne anfängliche und anhaltende Hinwendung des Geistes enthält, und verweilt darin, mit Verzückung und Glückseligkeit, die aus der Konzentration entstanden sind. [...]

17. "Wiederum, ihr Bhikkhus, tritt ein Bhikkhu mit dem Verblassen der Verzückung, in Gleichmut verweilend, achtsam und wissensklar, voll körperlich erlebter Glückseligkeit, in die dritte Vertiefung ein, von der die Edlen sagen: 'Glückselig verweilt derjenige, der voll Gleichmut und Achtsamkeit ist', und verweilt darin. [...]

18. "Wiederum, ihr Bhikkhus, tritt ein Bhikkhu mit dem Überwinden von Glück und Schmerz und dem schon früheren Verschwinden von Freude und Trauer, in die vierte Vertiefung ein, die aufgrund von Gleichmut Weder-Schmerzhaftes-noch-Angenehmes und Reinheit der Achtsamkeit in sich hat, und verweilt darin. Er sitzt da und durchdringt diesen Körper mit einem reinen, klaren Herzen, so daß es kein Körperteil gibt, das nicht vom reinen, klaren Herzen durchdrungen ist. [...]

Majjhima Nikāya 39“